# Elias XNBS-3
Elias XNBS-3 là một mẫu thử máy bay ném bom hai tầng cánh trong thập niên 1920 do Elias chế tạo cho Quân đoàn Không quân Lục quân Hoa Kỳ.

## Quốc gia sử dụng
Hoa Kỳ
- Quân đoàn Không quân Lục quân Hoa Kỳ

## Tính năng kỹ chiến thuật
Dữ liệu lấy từ  National Museum of the United States Air Force
Đặc điểm tổng quát
- Kíp lái: 4
- Chiều dài: 48 ft 5 in (14.76 m)
- Sải cánh: 77 ft 6 in (23.63 m)
- Chiều cao: 16 ft 10 in (5.13 m)
- Trọng lượng có tải: 14427 lb (10763 kg)
- Động cơ: 2 × Liberty 12A, 425 hp (317 kW) mỗi chiếc

Hiệu suất bay
- Vận tốc cực đại: 101 mph ( km/h)
- Tầm bay: 465 dặm (748 km)
- Trần bay: 8680 ft ( m)

Vũ khí trang bị
- 1692 lbs bom
- 5 súng máy 0.30in